# 林鶴聲
林鶴聲（1933年10月14日—1964年10月10日），日治時期高雄州屏東郡（今屏東市）人，中華民國空軍軍官、戰鬥機飛行員，參加1964年的「中華民國五十三年雙十國慶空軍校閱」後，回程途中在臺北縣新店安坑地區一帶上空遭僚機撞擊，墜毀於土城鄉清水村而身亡。身後由原階級少校追晉中校。

## 生平

### 軍旅生涯

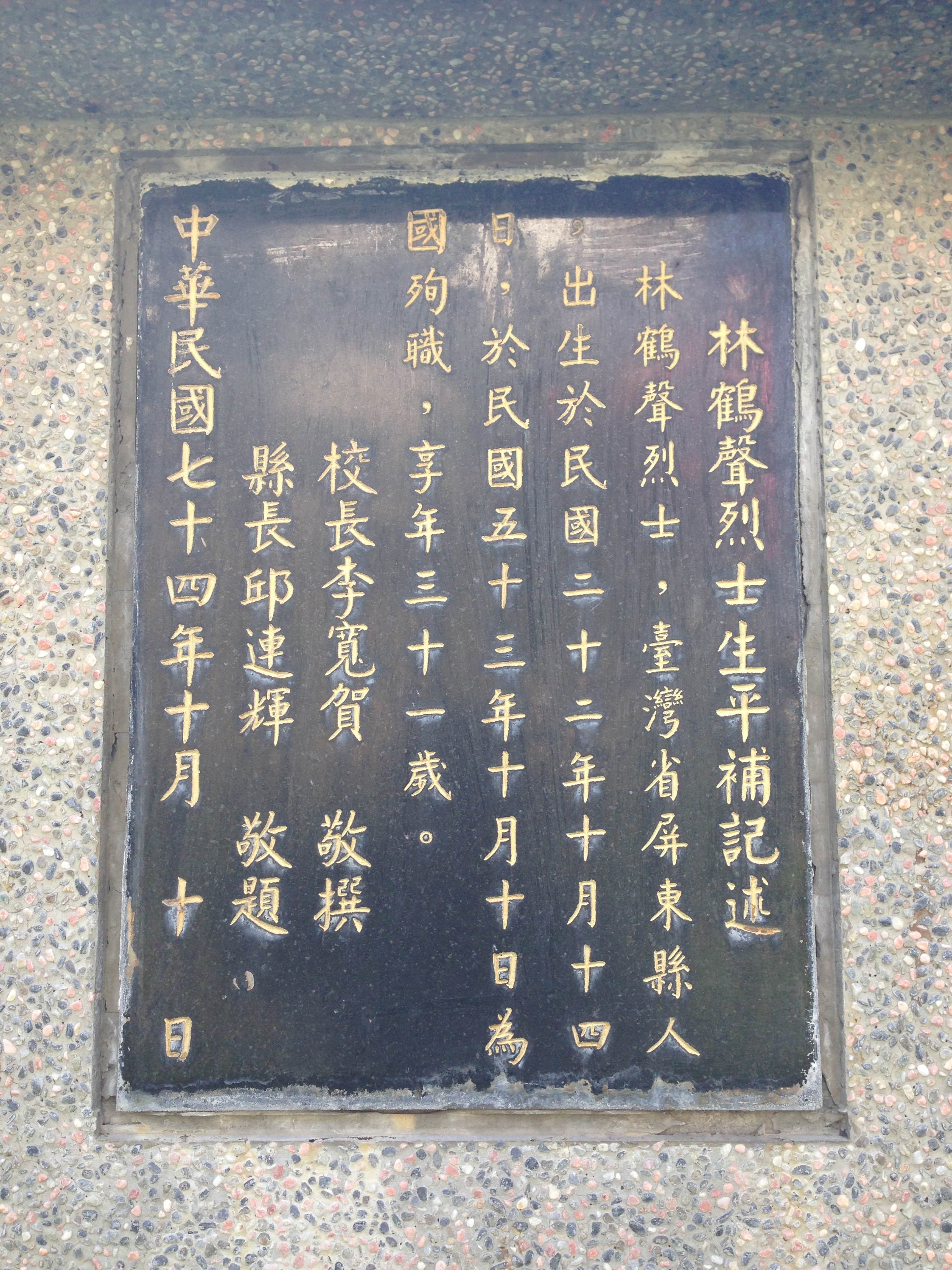
〈林鶴聲烈士生平補記述〉

林鶴聲排行第四，父親林綿順為當地望族，父母共育八男四女，長男林鶴、次男林松、長女林香。林鶴聲畢業於屏東中學高中部後，考入空軍官校第34期戰鬥科，獲飛行技術第一名畢業。八二三砲戰時，駕駛F-86軍刀戰鬥機擊沉四艘中國人民解放軍海軍魚雷快艇，晉升空軍上尉作戰官，獲頒宣威、彤弓、翔豹、飛虎等勳章，嘉獎達十四次之多。自空軍指揮參謀大學畢業後，改駕F-104星式戰鬥機，代表中華民國空軍至菲律賓參加飛行兄弟大會。
老爺酒店集團總經理徐慶昌在小時候常見到林鶴聲到家中拜訪大伯。

### 國慶殉職
中華民國五十三年國慶是中華民國空軍接收F-104G後首次閱兵，空軍總司令部決定將這最新型的飛機展示於國人眼前，於是三聯隊奉命將F-104編成十六機大鑽石隊形，與空軍其他機種一同參加空中分列式。分列式是由三十二架T-33教練機帶頭，接著是一、二、五聯隊所組成的六十四架F-86軍刀戰鬥機大編隊、二聯隊的十二架F-86D全天候攔截機、四聯隊的十六F-100超級軍刀戰鬥機及三聯隊的十六架F-104星式戰鬥機，再加上六聯隊的空運機隊，共計接近兩百架的飛機。
當時計畫若臺北雲層低過兩千呎時空中分列式將取消，恰巧當日雲高兩千呎。空軍總部和閱兵總指揮官認為氣象單位都報導氣候正在好轉，等早上十點鐘大隊機群進入台北市上空，雲高應該高過兩千呎；遂下令所有機群按時起飛，但不以十六架菱形大編隊通過閱兵台，改成四機菱形編隊，以直線跟蹤隊形通過。
林鶴聲所屬三聯隊的F-104機隊安排在當日早上九點半從清泉崗起飛，以他作為長機。奉派為F-104預備機飛行員的唐飛通過圓山大飯店時，覺得飯店紅色屋頂似乎都比他還高。
十點整稍前，蔣總統蒞臨主席台後，司儀繼續唱：「中華民國五十三年國慶典禮開始！」一分鐘後，首批T-33飛機以一千五百呎高度到達通過。葛光豫的F-86F隊伍是第二編隊跟隨在後面，之前到達基隆海域附近時雲量漸多，於顛簸的亂流中直飛總統府。
當第一架T-33以兩千呎高度通過閱兵台，後面的F-86機隊的高度已不到兩千呎。等至F-100編隊通過總統府時，雲層高度已相當低。F-100編隊中最後一架的秦志琪察覺臺北新公園的中國廣播公司天線就在己機左翼邊通過。閱兵台前通訊車上的空軍指揮官時光琳少將也發現，要接下來要F-104機隊注意天線；但在F-104三分隊的張甲飛過時已來不及，左翼被撞受損。就在此刻，在新公園邊觀眾席中的《中央日報》實習記者郭肇元發現天線被撞斷落，馬上對著編隊拍照，拍到張甲的左副油箱正大量漏油，也拍到正在往下飄落的半截副油箱。
油箱落在公園路中央氣象局門口，砸死三位民眾（一位為氣象局員工，另兩名為母親與嬰兒車的小孩）。
唐飛隨著長機即將通過總統府時，發現中廣天線，沒來得及反應之前該天線就由他左側掠過，而飛在他前面那個分隊左翼的飛機似乎擦撞到那根天線。
張甲通過閱兵台後，發現左翼前緣襟翼被撞脫落，左副油箱翼尖以前的部份被脫落的襟翼削去，副油箱洩流儀表板卻指示一切正常、所有警告紅燈都沒有亮，飛機也沒有著火，他因此認為飛機可飛回基地。同機隊的王乾宗見狀後，飛到張甲左後方，希望來穩住僚機。
那時編隊已離開台北市，飛至新店安坑山區等一帶。照當天的航線規定，編隊在台北縣土城鄉一帶向右轉，再經桃園機場出海。王乾宗聽從領隊孫平的歸隊指令，將右轉坡度加大，想飛回原編隊三號機位置，由編隊外圍切進編隊內圈時，林鶴聲的飛機正巧就在他的前上方，飛在後面的唐飛脫口喊：「跳傘！跳傘！」
林鶴聲的機腹被王乾宗的座艙罩撞上，造成前者的飛機當場撞成兩段，兩臺飛機糾成一團朝右方飛滾，還差點撞到右下方黃東榮的飛機。此刻飛行隊的無線電中充滿一片吵雜聲，唐飛便按下通話按鈕下令保持無線電靜默，讓眾飛行員心情穩定。張甲則終於飛回到清泉崗緊急落地，生還。
當時王鳳池在清水生教所散步，看到兩架飛機落在土城鄉清水村山坡上，不久空軍地勤人員來所商借圓鍬、十字鎬。
返回基地的葛光豫也聽到有聲音喊：「跳傘！」該總領隊李中籓以為自身機隊發生事故，便喊：「Lee Flight Check in！」全隊回答完整，在新竹落地後，方知道閱兵飛機發生事故。

## 身後
林鶴聲追晉為中校、奉為烈士。當時因為新聞封鎖的關係，絕大多數的人都認為一架墜毀的飛機即是撞上天線那架。受到媒體管制嚴格，郭肇元一直未發表該張照片。

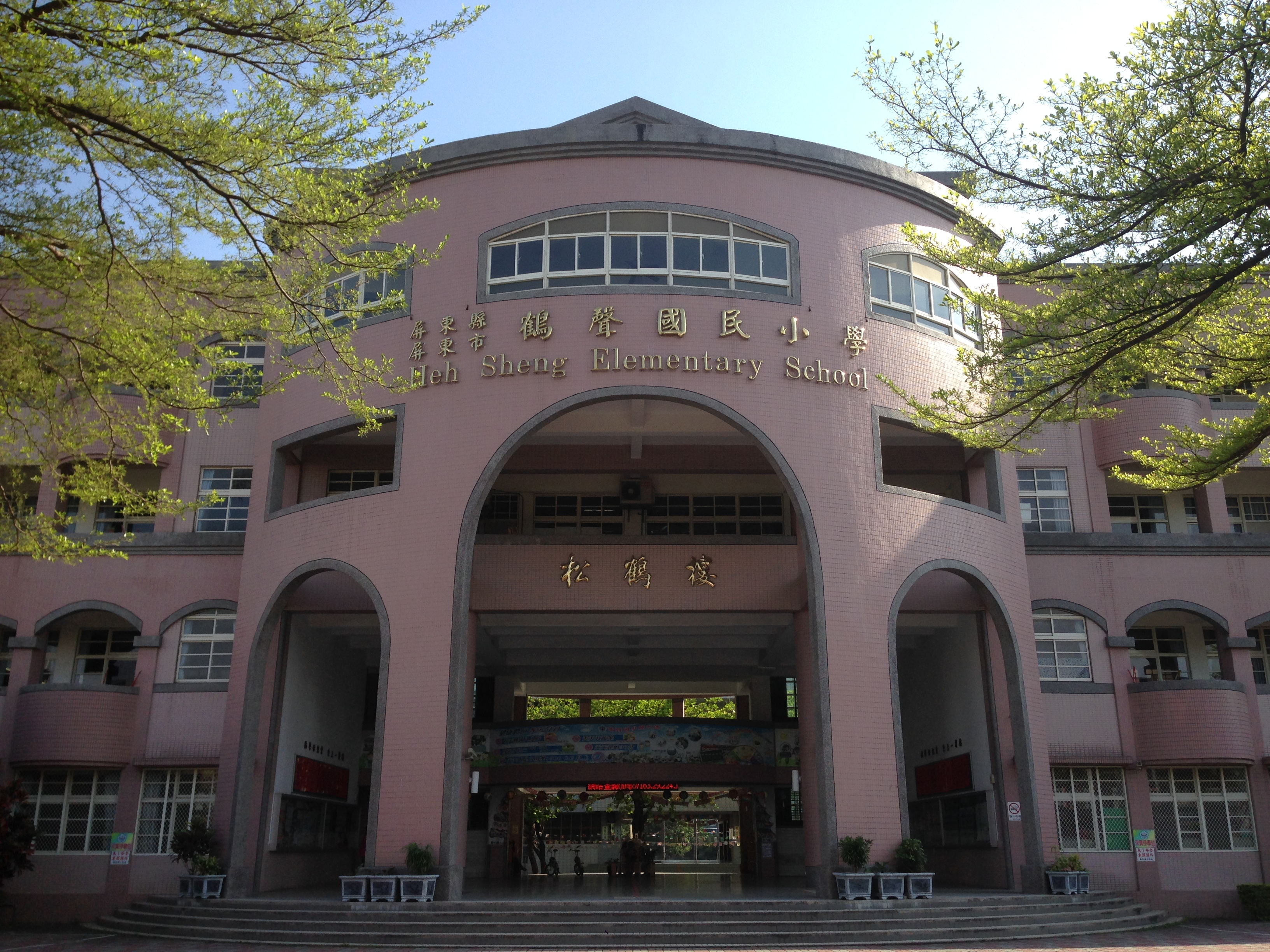
鶴聲國小川堂

1967年8月1日，位於屏東市的屏東空軍子弟小學改為屏東縣政府接辦，為配合政府紀念林鶴聲，改名為「鶴聲國小」。1969年10月10日林鶴聲銅像在校園落成，由邱火松雕塑，寶德銀樓承製，以陳啟峰任塑立銅像籌建的主任委員、張豐緒與殷學權作副主任委員。
林鶴聲遺孀金將美金三萬元定存於銀行孳息，提供此校學生作獎學金。該校並固定在春秋兩季舉行林鶴聲祭典。校史則寫林鶴聲被撞後，擔心墜落總統府廣場，便放棄跳傘犧牲自己，將快殞爆的飛機駛離現場，往人煙稀少的山谷而去。
1993年10月，王鳳池讀到周愚連載在《聯合報》的報導文學〈歸來的軍刀〉才知道二十九年前他所目睹殉職者的身分，但也指出周愚誤記時間與地點。同樣指出時間有誤的符達功表示因當時媒體隱而不宣，而他自己是在陸軍通信署服役才略有耳聞。1995年1月，郭肇元將照片首次投稿在《IMAGE 影像雜誌》。張甲在事發三十一年後於洛杉磯寓所接受採訪時吐露該日清晨作了林鶴聲墜機的惡夢，表示很後悔沒告訴林鶴聲。
2004年4月29日，鶴聲國小整建、遷移林鶴聲銅像。但在施工中，1000多公斤的銅像基座倒下，壓死一名六旬的方姓工人。

## 外部連結
- 中華民國五十三年國慶閱兵大典專輯 （页面存档备份，存于）